# Max Montalvo
Max Ulf Lennart Montalvo, född 28 oktober 1948 i Sollentuna, är en svensk före detta politiker (nydemokrat) och riksdagsledamot under mandatperioden 1991–1994 för Västmanlands läns valkrets.
Max Montalvo var suppleant i bostadsutskottet och trafikutskottet samt ledamot i miljö- och jordbruksutskottet. Innan Montalvo blev riksdagsledamot arbetade han som dataoperatör. Han kandiderade till riksdagen i valen 1994 och 1998 samt stannade kvar i Ny demokrati fram till 1998. År 1996 kandiderade Max Montalvo till partiledarposten med Vivianne Franzén som motkandidat men valdes inte.